# Alcalá de la Vega
Alcalá de la Vega – gmina w Hiszpanii, w prowincji Cuenca, w Kastylii-La Mancha, o powierzchni 69,25 km². W 2011 roku gmina liczyła 128 mieszkańców.